# فنجانيات (فطريات)
الفنجانيات (الاسم العلمي: Pezizales) هي رتبة من الفطريات تتبع طائفة الفنجاناويات من شعيبة الفنجانيانية.

## فصائل
- الفنجانية
- الغوشنية
- الهلفيلية
- المزققية